# Amtsgericht St. Wendel

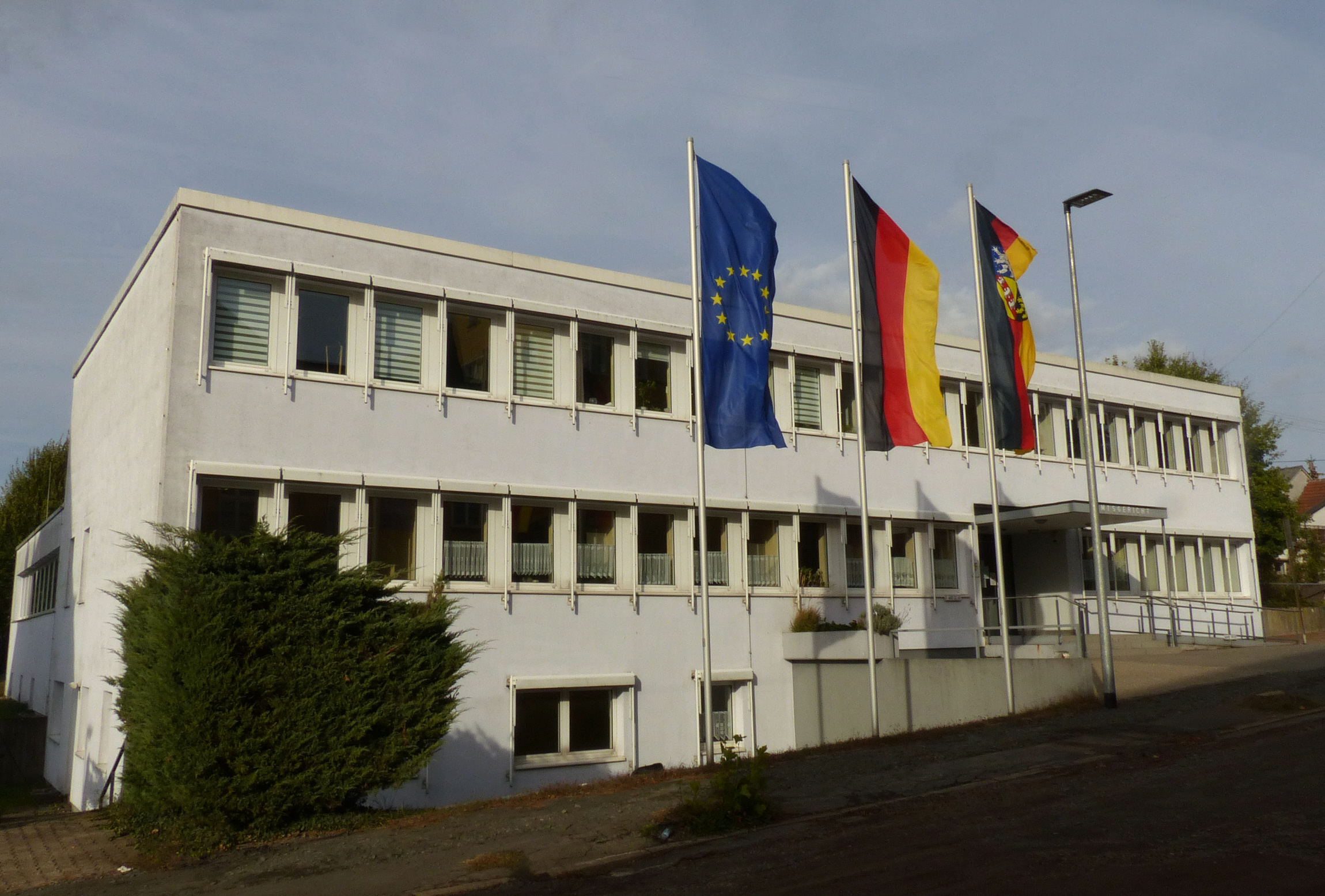
Amtsgericht St. Wendel Vorderseite (2018)

Das Amtsgericht St. Wendel ist ein deutsches Gericht der ordentlichen Gerichtsbarkeit und eines von zehn Amtsgerichten im Bezirk des Landgerichtes Saarbrücken.

## Gerichtssitz und -bezirk

Lage der Amtsgerichte in den jeweiligen Gerichtsbezirken im Saarland

Das Gericht hat seinen Sitz in der Stadt St. Wendel im Saarland.
Der Gerichtsbezirk umfasst das Gebiet der Stadt St. Wendel und das der Gemeinden Freisen, Marpingen, Namborn, Nohfelden, Nonnweiler, Oberthal, und Tholey und somit den gesamten Landkreis St. Wendel. Damit ist der Bezirk etwa 476 km2 groß. In ihm leben ca. 88.000 Einwohner (Stand 30. September 2017).

## Übergeordnete Gerichte
Dem Amtsgericht St. Wendel ist das Landgericht Saarbrücken übergeordnet. Zuständiges Oberlandesgericht ist das Saarländische Oberlandesgericht, ebenfalls mit Sitz in Saarbrücken.

## Geschichte
Seit der Franzosenzeit bestand in St. Wendel das Friedensgericht St. Wendel als Eingangsgericht. Im Rahmen der Reichsjustizgesetze wurden 1879 einheitlich im Reich Amtsgerichte, darunter das königlich preußische Amtsgericht St. Wendel als eines von elf Amtsgerichten im Bezirk des Landgerichtes Saarbrücken im Bezirk des Oberlandesgerichtes Köln gebildet. Der Sitz des Gerichtes war die Stadt St. Wendel.
Sein Gerichtsbezirk umfasste den Landkreis St. Wendel ohne die Teile, die dem Amtsgericht Baumholder und dem Amtsgericht Grumbach zugeordnet waren.
Am Gericht bestand 1880 eine Richterstelle. Das Amtsgericht war damit ein kleines Amtsgericht im Landgerichtsbezirk. Mit der Übernahme der Grundbücher durch die Amtsgerichte kamen neue Mitarbeiter hinzu. 1914 bestand die Belegschaft aus drei Richtern, drei Sekretären, einem Assistent, einem Diätar, einem Bürohilfsarbeiter sowie einem Gerichtsvollzieher.
Im Jahre 1918 wurde das Saargebiet vom Deutschen Reich abgetrennt. Das Amtsgericht St. Wendel blieb bestehen, lediglich sein Sprengel wurde leicht an die neue Grenze angepasst.
Mit der Strukturreform 1974 wurden die Amtsgerichte Tholey und Nohfelden aufgehoben und deren Sprengel dem des Amtsgerichtes St. Wendel zugeordnet.

## Gerichtsgebäude
Das Gerichtsgebäude befindet sich in der Schorlemerstraße 33 in St. Wendel. 1879 wurde zunächst das historische Amtshaus am Schlossplatz als Gerichtshaus genutzt. Im Jahre 1924 zog es in das damalige Hildegardisheim in der Mommstraße um und 1969 an den heutigen Standort.